# Argentinas Grand Prix 1960
Argentinas Grand Prix 1960 var det första av tio lopp ingående i formel 1-VM 1960.

## Resultat
- 1 Bruce McLaren, Cooper-Climax, 8 poäng
- 2 Cliff Allison, Ferrari, 6
- 3 Maurice Trintignant, R R C Walker (Cooper-Climax)[2], 0
- = Stirling Moss, R R C Walker (Cooper-Climax)[2], 0
- 4 Carlos Menditéguy, Scuderia Centro Sud (Cooper-Maserati), 3
- 5 Wolfgang von Trips, Ferrari, 2
- 6 Innes Ireland, Lotus-Climax, 1
- 7 Joakim Bonnier, BRM
- 8 Phil Hill, Ferrari
- 9 Alberto Rodríguez Larreta, Lotus-Climax
- 10 José Froilán González, Ferrari
- 11 Roberto Bonomi, Scuderia Centro Sud (Cooper-Maserati)
- 12 Masten Gregory, Camoradi (Behra-Porsche-Porsche)
- 13 Gino Munaron, Gino Munaron (Maserati)
- 14 Nasif Estéfano, Nasif Estéfano (Maserati)

### Förare som bröt loppet
- Harry Schell, Ecurie Bleue (Cooper-Climax) (varv 63, bränslepump)
- Jack Brabham, Cooper-Climax (42, växellåda)
- Stirling Moss, R R C Walker (Cooper-Climax)[1] (40, upphängning)
- Graham Hill, BRM (37, överhettning)
- Alan Stacey, Lotus-Climax (24, kroppsligt)
- Ettore Chimeri, Ettore Chimeri (Maserati) (23, kroppsligt)
- António Creus, António Creus (Maserati) (16, kroppsligt)
- Giorgio Scarlatti, Giorgio Scarlatti (Maserati) (11, överhettning